# Cirrus SR22

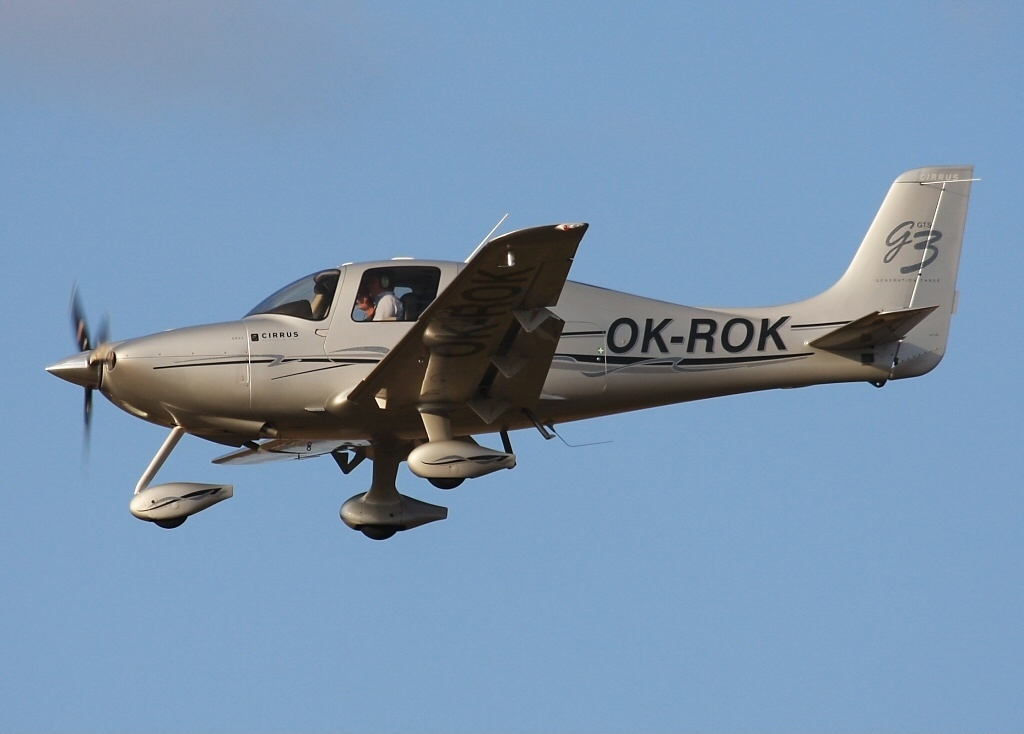
Cirrus SR-22

De Cirrus SR22 is een Amerikaans eenmotorig laagdekker sportvliegtuig. Het vliegtuig is geheel geconstrueerd van composiet materiaal. Het toestel met vier of vijf zitplaatsen maakte zijn eerste vlucht in november 2000. Totaal zijn er, inclusief alle varianten, door vliegtuigfabrikant Cirrus Aircraft meer dan 6149 van gebouwd, waarmee dit het meestverkochte sport- en lesvliegtuig van de 21ste eeuw is.
De Cirrus SR22 is uitgerust met een grote parachute die in een noodgeval het complete vliegtuig veilig aan de grond kan brengen. Deze voorziening heeft in belangrijke mate bijgedragen aan het marktsucces van dit toestel. Tot september 2018 zijn er 79 incidenten (met totaal 163 overlevenden) gemeld waarbij de noodparachute is gebruikt.

## Varianten

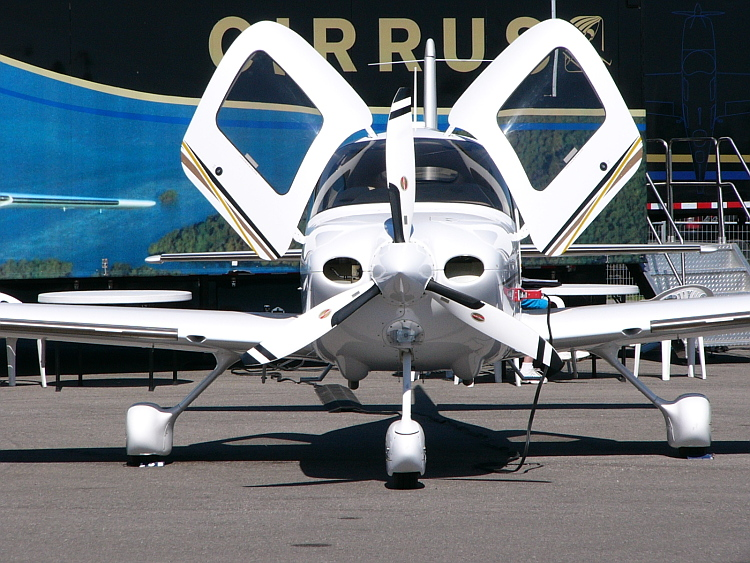
Cirrus vooraanzicht

SR22
Originele versie.
SR22 G2
Verbeterde versie.
SR22 Turbo G2
Introductie in juli 2006, gelimiteerde luxe versie.
SR22TN
Versie met een speciale Tornado Alley turbolader kit.
SR22 G3
Introductie in april 2007, variant met een grotere brandstoftank en hoger landingsgestel voor een grotere propeller grondspeling.
SR22/22T G5
Introductie in januari 2013, vierde generatie SR22 met een hoger maximum startgewicht en een grotere cockpitkap.
SR22/22T G6
Introductie in januari 2017, G6 model met verbeterde avionics.
TRAC
Introductie in september 2019. Speciale trainingsversie van de SR22/22T met een eenvoudiger en steviger interieur voor intensief gebruik, maar wel uitgerust met complete Cirrus avionics.

## Veiligheid
Ondanks de aanwezigheid van een noodparachute zijn er tussen 2001 en 2014 in de Verenigde Staten 147 ongevallen met een SR22 geweest, resulterend in 122 dodelijke slachtoffers. In 2011 werden alle SR22 ongevallendossiers geanalyseerd door Aviation Consumer magazine. Hoewel de ongevallenstatistieken beter zijn dan gemiddeld voor sportvliegtuigen, is het aantal fatale ongevallen met 1,6 per 100.000 vluchten juist slechter dan gemiddeld (1,2). In 2014 was deze factor echter gedaald naar 0,42 door een betere training van de piloten op dit toestel, in het bijzonder betreffende het gebruik van de noodparachute.

## Specificaties
- Type: Cirrus SR22
- Fabriek: Cirrus Aircraft
- Bemanning: 1
- Passagiers: 3-4
- Lengte: 7,92 m
- Spanwijdte: 11,68 m
- Hoogte: 2,72 m
- Leeg gewicht: 1029 kg
- Maximum gewicht: 1633 kg
- Brandstof: 348 liter

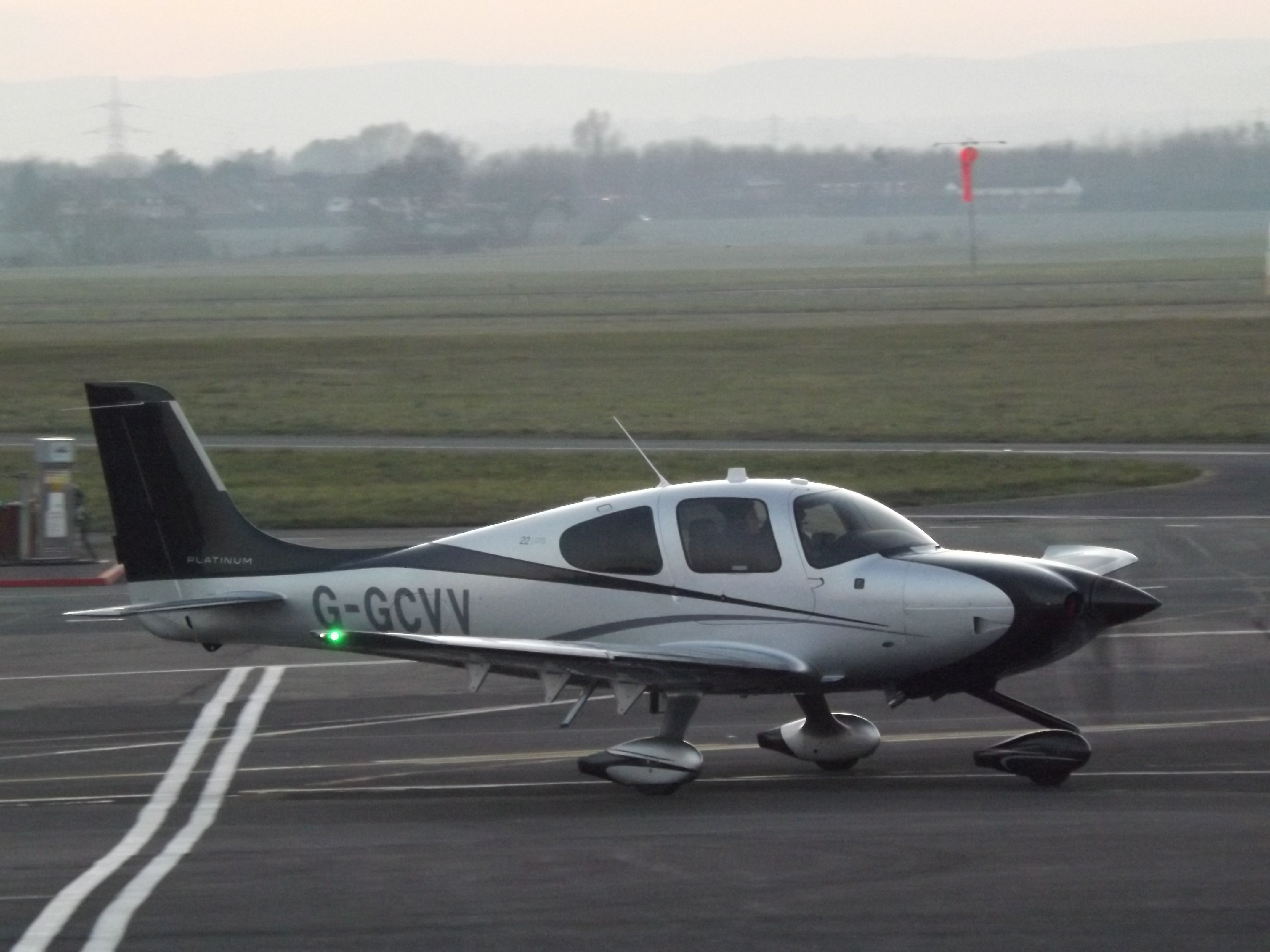
G-GCVV Cirrus SR22

- Motor: 1 × Continental IO-550-N zescilinder boxermotor, 310 pk (230 kW)
- Propeller: Drieblads
- Eerste vlucht: november 2000
- Voorganger: Cirrus SR20
- Aantal gebouwd: 6149 (2001-heden)

Prestaties:
- Kruissnelheid: 339 km/u
- Overtreksnelheid: 110 km/u, flaps down
- Klimsnelheid: 6,5 m/s
- Plafond: 5300 m
- Vliegbereik: 1943 km